# Laurophyllie

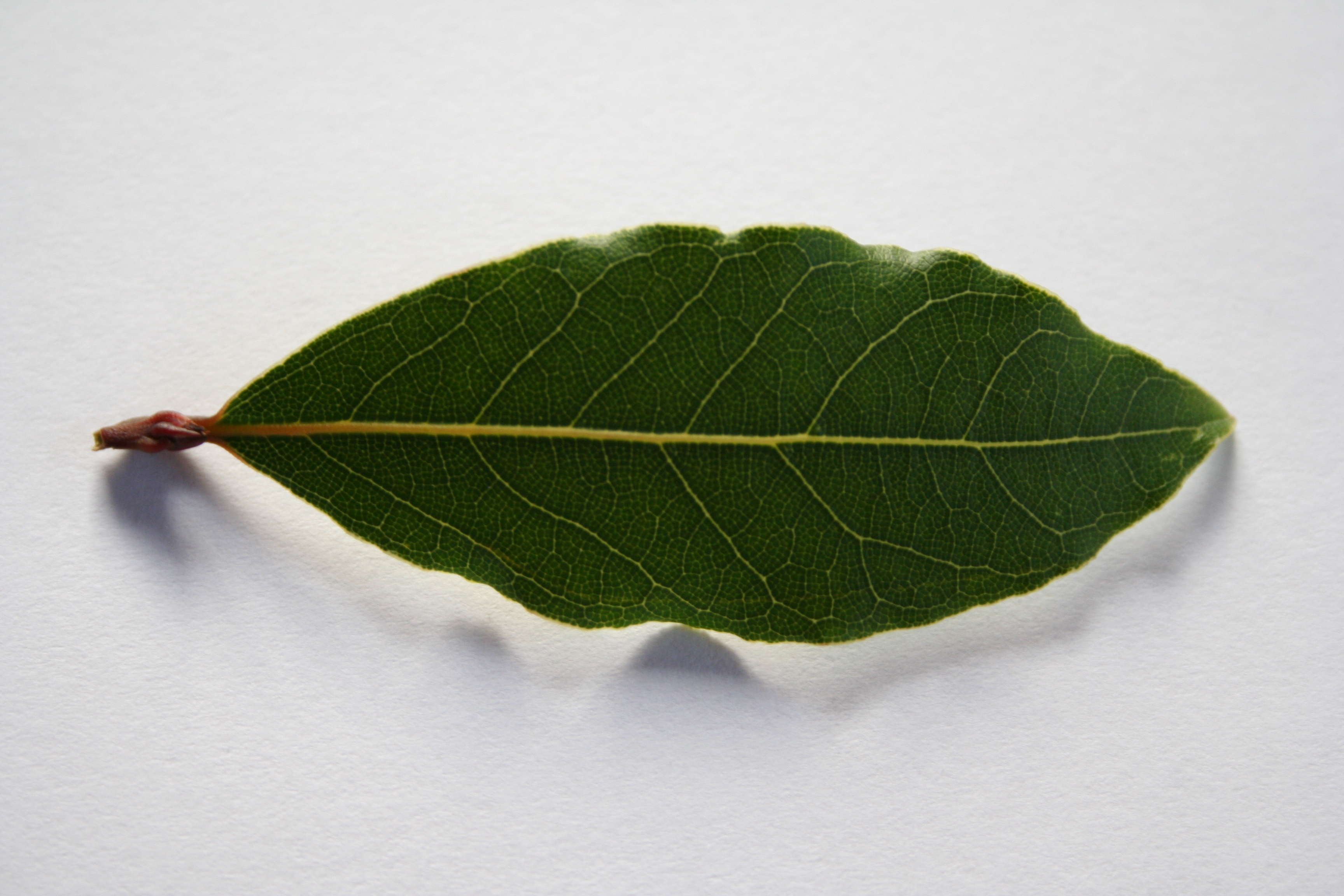
Blatt des Echten Lorbeers (Laurus nobilis)

Laurophyllie oder Lauriphilie (von lateinisch Laurus, Lorbeer und griechisch φυλλος, Blatt) oder Lorbeerblättrigkeit bezeichnet eine morphologische Ausprägung von Laubblättern bei immergrünen Pflanzen mit dunkelgrünen, mittelgroßen, derben, kräftigen, (dünnen), ledrigen und länglichen, lauroiden Blättern. Weil sie meist einen ausgeprägten Glanz aufweisen, werden sie auch als lucidophyll bezeichnet. Sie sind für immergrüne Wälder der vollhumiden Subtropen charakteristisch, die daher auch als Lorbeerwälder oder laurophylle Wälder bezeichnet werden. Allerdings sind weder alle Pflanzen der Lorbeerwälder laurophyll, noch treten laurophylle Pflanzen nur dort auf. So findet sich dieser Blatttyp auch in tropischen Bergwäldern und in den schattigen mittleren und unteren Schichten tropischer Regenwälder. Außerdem können manche Pflanzen wie die Steineiche abhängig von den Umweltbedingungen harte, sklerophylle oder weichere, laurophylle Blätter ausbilden.

## Merkmale
Laurophylle Blätter sind besser an warmes und feuchtes Klima angepasst als sklerophylle Blätter. Sie sind nur teilweise durch Sklerenchym versteift und wirken daher ledrig. Besonderer Schutz vor Kälte oder Austrocknung ist nicht ausgebildet. Laurophylle Blätter sind meist länglich oval und besitzen häufig eine Träufelspitze.

## Sonstiges
Laurophyllisierung bezeichnet die Ausbreitung laurophyller Gewächse in laubwerfenden Wäldern.